# Trote y galope
Le Trote y galope (espagnol : Trocha y Galope Reunido Colombiano) est une race de chevaux d'allures, originaire de Colombie, développée à partir du Paso fino colombien dans les années 1930. Cette race est caractérisée par ses allures, un trot sans phase de suspension et un galop rassemblé. 

## Histoire
La race est connue sous de nombreux noms, dont « Trota y galope », « Troton », et « Trochau y galope reunido colombiano ». Ses ascendants sont l'Andalou, le Criollo, le Paso Fino, et peut-être le Pur-sang. Il est distingué des autres races de chevaux colombiennes par le fait qu'il « trotte et galope ». La race dispose d'un stud-book.

## Description
Il présente le type du cheval colonial espagnol, et est proche du Paso Fino. La base de données DAD-IS indique une taille moyenne de 1,40 m chez les femelles et 1,45 m chez les mâles, pour un poids moyen respectif de 300 et 320 kg. Le guide Delachaux (2014) cite 1,44 m à 1,52 m en moyenne. CAB International (2016) indique 1,42 m à 1,50 m.
L'encolure est arquée et portée très haut. La crinière est coupée suivant une tradition locale.
La robe est le plus souvent alezane,, mais toutes les couleurs sont possibles, sauf le pie.

### Allures
Le trot n'a pas de phase de suspension, ce qui le rend particulièrement confortable pour un cavalier. Le Trote y galope a fait l'objet d'une étude visant à déterminer la présence de la mutation du gène DMRT3 à l'origine des allures supplémentaire : l'étude de 4 sujets a permis de détecter la présence de cette mutation chez l'un d'entre eux, et de confirmer l’existence de chevaux avec des allures supplémentaires (la trocha) parmi la race. 

## Utilisations
Il est essentiellement employé comme cheval de selle, il sert notamment pour le travail du bétail, il peut aussi pratiquer la randonnée et le dressage.

## Diffusion de l'élevage
L'étude menée par l'Université d'Uppsala en 2007 le signale comme race locale sud-américaine, qui n'est pas menacée d'extinction. La race est réputée commune et populaire en Colombie, elle est également présente en petits nombres aux États-Unis,.